# The Sports Network
The Sports Network (TSN) ist ein kanadischer, englischsprachiger Fernsehsender mit Sitz in Toronto. Der Sender wird von Bell Media und ESPN betrieben und sendet rund um die Uhr ausschließlich Sportfernsehen. TSN ist der zuschauerstärkste Sportsender in Kanada. Bell Media betreibt weitere Sportsender wie TSN2, TSN Radio 1050, TSN Radio 990, TSN Radio 1290 sowie halbtags Canadiens on TSN und Jets on TSN.

## Geschichte
Der Sender nahm den Sendebetrieb am 2. April 1984 auf und zählt somit zu den ersten privaten Spartensendern Kanadas. Der Sender wurde unter der Bezeichnung Action Canada Sports Network von der Labatt Brewing Company betrieben. Am 1. September 1984 wurde der Sender in The Sports Network umbenannt. Der Sender sollte vorwiegend die Produkte der Brauerei in Verbindung mit sportlichen Ereignissen fördern. Des Weiteren sollte auch die zu der Brauerei gehörende Sportmannschaft Toronto Blue Jays gefördert werden. 1989 wurde ein parallel ein zweiter Sender gestartet, der in französischer Sprache sendet und unter der Bezeichnung Réseau des sports (RDS) bekannt ist.
Aufgrund von Beschränkungen der  staatlichen Aufsichtsbehörde Canadian Radio-television and Telecommunications Commission (CRTC), indem die Sendelizenzen neu vergeben wurden, musste die Brauerei den Sender verkaufen. Der Sender wurde an ein Investorkonsortium, NetStar Communication verkauft. Im Jahr 2000 wurde der Sender von CTV übernommen. 2010 übernahm Bell Media den Sender von der CTV.

## Programm und Shows
Der Sender sendet mehrmals täglich sein erfolgreiches Nachrichtenprogramm SportsCentre mit aktuellen Sportergebnissen und mit aktuellen Programmhinweisen. Weitere Sendungen sind Off the Record with Michael Landsberg, das Motormagazin Motoring, TSN Reporters, Pardon the Interruption, Sunday NFL Countdown sowie weitere ESPN-Programme und -Dokumentationen.